# L'Oiseau blessé
 (juillet 2025).
Pour plus de détails, voir Fiche technique et Distribution.
L'Oiseau blessé est un film muet français réalisé par Léonce Perret et Georges-André Lacroix, sorti en 1911.

## Fiche technique
- Titre : L'Oiseau blessé
- Réalisation : Léonce Perret, Georges-André Lacroix
- Scénario :
- Photographie :
- Société de production : Société des Etablissements L. Gaumont
- Société de distribution : Comptoir Ciné-Location (CCL)
- Pays d'origine :  France
- Format : Noir et blanc teinté — 35 mm — 1,33:1 — Muet
- Genre :
- Métrage : 383 mètres
- Durée : 13 minutes
- Date de sortie :
  -  France : 19 mai 1911

## Distribution
- Yvette Andréyor : Yvette
- Maurice Vinot : Vincent
- Jeanne Marie-Laurent